# Еџфилд (Луизијана)
Еџфилд (енгл. Edgefield) град је у америчкој савезној држави Луизијана.

## Демографија
По попису из 2010. године број становника је 218, што је 28 (14,7%) становника више него 2000. године.
| Група             | 2000.       | 2010.       |
| Белци             | 184 (96,8%) | 179 (82,1%) |
| Афроамериканци    | 6 (3,2%)    | 35 (16,1%)  |
| Азијати           | 0 (0,0%)    | 0 (0,0%)    |
| Хиспаноамериканци | 0 (0,0%)    | 2 (0,9%)    |
| Укупно            | 190         | 218         |